# Marcy (Aisne)
Marcy település Franciaországban, Aisne megyében. Lakosainak száma 152 fő (2022. január 1.). Marcy Fontaine-Notre-Dame, Homblières, Neuvillette és Regny községekkel határos.

## Népesség
A település népességének változása:
| Lakosok száma | 174  | 192  | 179  | 178  | 167  | 176  | 187  | 167  | 158  | 152  |
|               | 1936 | 1962 | 1975 | 1990 | 2006 | 2013 | 2016 | 2018 | 2020 | 2022 |